# Конфигурация Мёбиуса — Кантора

Конфигурация Мёбиуса-Кантора

Конфигурацией Мёбиуса — Кантора — конфигурация, состоящая из восьми точек и восьми прямых, такая, что на каждой прямой лежат по три точки и через каждую точку проходят по три прямые. Невозможно изобразить точки и прямые с этой моделью инцидентности на евклидовой плоскости, однако можно изобразить на комплексной проективной плоскости.

## Координаты
Август Мёбиус задал вопрос, существует ли пара многоугольников с p сторонами в каждом, обладающих тем свойством, что каждая вершина одного многоугольника лежит на прямой, проходящей через сторону другого, и наоборот.
Если такая пара существует, вершины и стороны этих многоугольников должны образовывать проективную конфигурацию. Для p = 4 эта задача не имеет решения на евклидовой плоскости, но Кантор нашёл пару многоугольников такого типа в обобщённом варианте задачи, в котором вершины и рёбра принадлежат комплексной проективной плоскости.
Таким образом, в решении Кантора координатами вершин многоугольника являются комплексные числа. Решение Кантора для p = 4, пара взаимно вписанных четырёхугольника на комплексной проективной плоскости, называется конфигурацией Мёбиуса — Кантора.

Все, кроме одной, линии конфигурации можно изобразить прямыми, все одновременно — нельзя

Коксетер предложил следующие простые однородные координаты для восьми точек конфигурации Мёбиуса — Кантора:
(1,0,0), (0,0,1), (ω, −1, 1), (−1, 0, 1),
(−1,ω2,1), (1,ω,0), (0,1,0), (0,−1,1),
где ω обозначает комплексный кубический корень из 1.

## Абстрактная модель инциденций

Граф Мёбиуса — Кантора — граф Леви конфигурации Мёбиуса — Кантора. Вершины одного цвета представляют точки конфигурации, а вершины другого цвета представляют прямые

В более общем виде конфигурацию Мёбиуса — Кантора можно описать как систему восьми точек и восьми троек точек, в которой каждая точка входит ровно в три тройки. При дополнительных условиях (естественных для точек и прямых), а именно, что никакая пара точек не принадлежит более чем двум тройкам и что никакие две тройки не имеют в пересечении более двух точек, любые две системы этого типа эквиваленты с точностью до перестановки точек. Таким образом, конфигурация Мёбиуса — Кантора является единственной проективной конфигурацией типа (8383).
Граф Мёбиуса-Кантора получил своё имя от конфигурации Мёбиуса — Кантора, поскольку он является графом Леви этой конфигурации. Граф имеет одну вершину для каждой точки конфигурации и по вершине для каждой тройки, а рёбра соединяют две вершины, если одна вершина соответствует точке, а другая — тройке, содержащей эту точку.
Точки и прямые конфигурации Мёбиуса — Кантора можно описать как матроид, элементами которого являются точки конфигурации, а нетривиальные базы — это прямые конфигурации. В этом матроиде множество S точек является независимым в том и только в том случае, когда либо |S| ≤ 2, либо S состоит из трёх неколлинеарных точек. Данный матроид получил название матроида Маклейна, после того как Маклейн доказал, что такой матроид не может быть ориентирован. Это один из немногих известных минорно-минимальных неориентируемых матроидов.

## Родственные конфигурации
Решение задачи Мёбиуса о взаимно вписанных многоугольниках для значений p больше четырёх также представляет интерес. В частности, одно из возможных решений для p = 5 — это конфигурация Дезарга из 10 точек и 10 прямых, допускающая реализацию в евклидовом пространстве.
Конфигурация Мёбиуса — это трёхмерный аналог конфигурации Мёбиуса — Кантора, состоящий из двух взаимно вписанных тетраэдров.
Конфигурацию Мёбиуса — Кантора можно расширить путём добавления четырёх прямых через четыре пары точек, которые до этого не были соединены прямыми, и добавления девятой точки на пересечении этих четырёх прямых. В результате получим конфигурацию Гессе, которая, как и конфигурация Мёбиуса — Кантора, может быть реализована в комплексных координатах, но не в вещественных. Удаление любой точки из конфигурации Хессе даёт копию конфигурации Мёбиуса — Кантора.